# Agustín Costa Repetto
Agustín Costa Repetto (Buenos Aires, 21 dicembre 1982) è un ex rugbista a 15 argentino, in carriera tallonatore, adattabile nel ruolo di pilone, ed internazionale per l'Argentina.

## Biografia
Costa Repetto nacque a Buenos Aires, in Argentina, da una famiglia con chiare origini italiane.
Nel 2009 arrivò in Italia, ingaggiato dal Petrarca; a Padova disputò quattro stagioni, conquistando lo scudetto al termine dell'Eccellenza 2010-11 e facendo registrare anche il record di mete del campionato, con 11 segnature all'attivo.
Terminata l'esperienza petrarchina, nel 2012 si accasò al Mogliano, aggiudicandosi nuovamente il titolo italiano al termine della stagione 2012-13.
Nell'estate 2014 si trasferì in Francia al Tarbes, nel campionato di Pro D2; nel 2016 passò al Colomiers militandovi per quattro stagioni fino al 2020, anno del ritiro dal rugby giocato.

### Carriera internazionale
Già nazionale A, nel maggio del 2005 venne convocato nella nazionale maggiore impegnata nel Campionato sudamericano, esordendo a livello internazionale l'8 maggio 2005 nel match contro il Cile, segnando due mete; successivamente disputa anche la partita contro l'Uruguay, aggiudicandosi la competizione.
Nello stesso anno, viene selezionato per il test match con le Samoa, il suo ultimo incontro internazionale con la maglia dei Pumas.

## Palmarès

### Club
- Campionati italiani: 2
Petrarca: 2010-11
Mogliano: 2012-13

### Internazionale
- Campionati sudamericani: 1
Argentina: 2005